# Sauropus tiepii
Sauropus tiepii är en emblikaväxtart som beskrevs av Thin. Sauropus tiepii ingår i släktet Sauropus och familjen emblikaväxter.
Artens utbredningsområde är Vietnam. Inga underarter finns listade i Catalogue of Life.